# Катал Кробдерг Уа Конхобайр
Катал Кробдерг Уа Конхобайр (Катал О’Коннор/О’Конор) (ирл. Cathal Craobhdhearg Ua Conchobhair; 1153—1224) — король Коннахта (1202—1224). Младший сын верховного короля Ирландии и короля Коннахта Тойделбаха Уа Кнхобайра (1088—1156) и брат последнего верховного короля Ирландии Руайдри Уа Конхобайра (1116—1198). Его собственные сыновья Эйд Уа Конхобайр (1224—1228) и Фэлими Уа Конхобайр (1233—1265) были королями Коннахта после него.
Его правление было неспокойным из-за внутренних распрей и внешнего влияния могущественных англо-нормандских лордов. Со своей базы к западу от реки Шаннон Катал был вынужден иметь дело с норманнскими захватчиками и был компетентным лидером, несмотря на свои проблемы, избегая крупных конфликтов и выигрывая мелкие стычки. Катал Уа Конхобайр попытался извлечь максимум пользы из новой ситуации с Ирландией, разделенной между нормандскими и гэльскими правителями. Его долгое правление, возможно, было признаком относительного успеха.

## Биография
С 1189 по 1202 год Катал Кродберг претендовал на престол Коннахта, который занимал его племянник, Катал Карраг Уа Конхобайр (1189—1202), сын Конхобара Менмайге Уа Конхобайра, короля Коннахта (1183—1189). В 1190 году в Клонферте была организована встреча с целью установления мира между двумя претендентами, но она не увенчалась успехом . Катал Кробдерг едва не утонул вскоре после того, как его корабль потерпел крушение во время шторма в заливе Лох-Ри, причем он сам и еще шесть человек остались в живых, а тридцать шесть погибли. В 1195 году Катал Кробдерг Уа Конхобайр возглавил военный поход на королевство Манстер, где разрушил несколько замков и городов. К 1197 году между ними и Рори О’Флаэрти, лордом Западного Коннахта, вспыхнул конфликт, после чего он был взят в плен Каталом Кробдергом после того, как бежал от него в через год морем в Томонд. В 1199 году Катал Кродберг заключил мир со своим племянником Каталом Каррагом, предоставив ему земли в Коннахте и, по-видимому, получив взамен признание в качестве короля. В том же году Катал Кродберг совершил набег на нормандские земли в Коннахте, а в следующем 1200 году на нормандцев в королевстве Мит. Во время этой экспедиции погиб Рори О’Флаэрти, лорд Западного Коннахта. Затем Катал Кробдерг выступил против своего племянника Катала Каррага, который укрылся в лесах и разбил армию, посланную против него Кробдергом. Катал Карраг обратился за помощью к нормандскому лорду Уильяму де Бургу, отдал ему своего сына в качестве гарантии оплаты их помощи. Они выступили на Коннахт с союзниками из Лейнстера, Томонда, Лимерика и Дублина, добившись покорности от многих лордов Коннахта, вынудив Катала Кробдерга бежать вначале в Ферману, а затем ко двору О’Нилов, где он заручился их поддержкой.
В 1201 году Катал Кробдерг вместе с О’Нилом и королем Ферманы совершил поход на королевство Коннахт. Союзники опустошили Мойлург и разошлись с Каталом Кробдергом из-за разногласий в ходе кампании. Катал Кобдерг хотел вступить в битву с Уильямом де Бургом и Каталом Каррагом, но его союзники отказались и повернули обратно на север только для того, чтобы быть настигнутыми и разбитыми той самой армией, с которой они стремились избежать сражения. Вскоре на помощь Каталу Кобдергу прибыл Джон де Курси, который выступил против Каррага и был разбит, а Кобдерг был взят в плен норманнами Мита, так как он больше не мог платить им обещанное жалованье, но в том же году он был освобожден. Теперь Кобдерг обратился за помощью к Уильяму де Бургу, и в 1202 году они вступили в Коннахт, умертвив Катала Каррага. В этом году Катал Кробдерг утвердился на королевском престоле в Коннахте. Кробдерг вынужден был признать свой вассалитет от Уильяма де Бурга и разрешил расквартировать его отряды по всему Коннахту. Вскоре местное население, получив ложную информацию о смерти де Бурга, напали на норманнских захватчиков и устроили массовую резню. Уильям де Бург вынужден был отступить из Коннахта в Манстер.
В 1205 году один из сыновей Катала Кробдерга, Тайг, скончался от болезни в Клонмайносе. Ирландские анналы более молчаливы до конца его правления, хотя это, возможно, означает большую стабильность в королевстве Коннахт после десятилетий гражданской войны. Когда король Англии Иоанн Безземельный в 1210 году прибыл в Ирландию, Катал Кробдерг подчинился ему и принял участие в его военных действиях против Гуго де Ласи, графа Ольстера. Иоанн Безземельный приказал ему на следующую встречу доставить своего сына Эйда, чтобы Катал Кробдерг мог получить королевскую грамоту на правление в Коннахте. Однако советники Кробдерга не советовали этого делать, и когда Кробдерг прибыл без сына, Иоанн Безземельный взял в заложники в Англию несколько его видных сторонников, включая короля Мойлурга . Катал Кробдерг основал аббатство Баллинтобер в 1216 году.
Его женой была Мор ни Брайен, дочь короля Томонда Домналла Мора Уа Брайена, умерла в 1218 году.
В 1224 году Катал Кробдерг написал английскому королю Генриху III Плантагенету как лорду Ирландии, снова прося, чтобы его сыну и наследнику Эйду был предоставлен весь Коннахт, в частности те районы в Брейфне, которые принадлежали Уильяму Горму де Ласи.
В том же 1224 году Катал Кробдерг Уа Конхобайр скончался. Ему наследовал его старший сын, Эйд Уа Конхобайр (1224—1228), который стал соправителем при жизни отца.